# Neopleurotomoides distinctus
Neopleurotomoides distinctus é uma espécie de gastrópode do gênero Neopleurotomoides, pertencente a família Raphitomidae.